# لیکوی گندم‌گون
لیکوی گندم‌گون (نام علمی: Turdoides fulva) نام یک گونه از سرده لیکوها است.